# المشواف (يريم)

تعديل مصدري - تعديل

المشواف محلة تابعة لقرية جبل مطير، التابعة لعزلة عراس بمديرية يريم إحدى مديريات محافظة إب في الجمهورية اليمنية.، بلغ تعداد سكانها 186 حسب تعداد اليمن لعام 2004.